# Moanumayanat
Moanumayanat (Muhanuhujanat) ist eine der indonesischen Kei-Inseln.

## Geographie
Moanumayanat ist der größeren Insel Duroa vorgelagert, nördlich der Hauptinseln der Gruppe Kei Dullah und Kei Kecil. Moanumayanat gehört zum Subdistrikt (Kecamatan) Pulau Dullah Utara des Regierungsbezirks (Kabupaten) der Südostmolukken (Maluku Tenggara). Dieser gehört zur indonesischen Provinz Maluku.